# Vaj højt, vaj stolt og frit vort flag
"Vaj højt, vaj stolt og frit vort flag" er en dansk flagsang, som er skrevet af Carl Ploug i 1867. Johan Bartholdys melodi er fra 1894. Sangen var mest populær under Anden verdenskrig, men også spejderbevægelsen benytter stadig sangen ved hejsning af Dannebrog. Sangen blev oprindeligt tilegnet Akademisk Skyttekorps, hvor Carl Ploug var medlem. Sangen benyttes stadig af Akademisk Skytteforening, som dennes officielle flagsang.

## Tekst
Vaj højt, vaj stolt og frit vort flag

med dugen hvid og rød!

og vidn vor sag er Danmarks sag!

vi vil ej savnes på den dag,

da terningen om liv og død

skal rulle i dets skød!

Vift til os kækt og frejdigt mod

og tro, som vakler ej;

vift styrke til vor arm og fod

og sundhed til vor hjerterod!

vink frem enhver, som følger dig

ad pligtens lige vej!

Og mind os om, at hvor vi går

for folk og fædreland,

os mangen kærlig tanke når,

og mangt et ædelt hjerte står

af samme følelse i brand

hos kvinde som hos mand!

Vaj højt, vort mærke, fra din stang

i solskin, regn og vind!

flyv lystig gennem skov og vang,

ombrust af glade stemmers klang;

men væk og alvor i vort sind!

vi os til manddom ind!

Tekst: Carl Ploug (1867)

## Fodnoter
1. ↑  Nomos-dk.dk
2. ↑  "Danske flagsange". Arkiveret fra originalen 12. oktober 2013. Hentet 8. maj 2013.
3. ↑  "Bartholdy, Conrad Johan" i Hagerup's Illustrerede Konversationsleksikon, 3. udg., H. Hagerup's Forlag, København, 1920.
4. ↑  Fanesang: (Carl Ploug.) Tilegnet Akademisk Skyttekorps - Google Bøger
5. ↑  "Lidt om Traditionerne". Arkiveret fra originalen 27. februar 2014. Hentet 23. februar 2014.